# Barton megye (Missouri)
Barton megye az Amerikai Egyesült Államokban, azon belül Missouri államban található. Megyeszékhelye és legnagyobb városa Lamar. Lakosainak száma 11 637 fő (2020. április 1.). Barton megye Vernon, Jasper, Cedar, Dade és Crawford megyékkel határos.

## Népesség
A megye népességének változása:
| Lakosok száma | 12 385 | 12 397 | 12 380 | 12 275 | 11 880 | 11 637 |
|               | 2010   | 2011   | 2012   | 2013   | 2015   | 2020   |